# Mountain Park (Fulton County, Georgia)
Mountain Park é uma cidade localizada no estado americano de Geórgia, no Condado de Cherokee e Condado de Fulton.

## Demografia
Segundo o censo americano de 2000, a sua população era de 506 habitantes.
Em 2006, foi estimada uma população de 559, um aumento de 53 (10.5%).

## Geografia
De acordo com o United States Census Bureau tem uma área de
1,4 km², dos quais 1,2 km² cobertos por terra e 0,2 km² cobertos por água. Mountain Park localiza-se a aproximadamente 325 m acima do nível do mar.

## Localidades na vizinhança
O diagrama seguinte representa as localidades num raio de 20 km ao redor de Mountain Park.